# Jadwiga Koralewicz
Jadwiga Koralewicz (ur. 5 czerwca 1942) w Łodzi – polska socjolog, profesor, nauczyciel akademicki, współtwórca i pierwszy rektor Collegium Civitas.

## Życiorys
Socjolog, współtwórca i pierwszy rektor Collegium Civitas (1997-2006), obecnie prezydent Collegium Civitas i pełnomocnik rektora ds. rozwoju strategicznego, profesor zwyczajny w Instytucie Studiów Politycznych PAN. Współzałożyciel i pierwszy prezes Polskiego Towarzystwa Studiów Politycznych (1991-1993). Członek rady Copenhagen Centre for Peace Research (1993-1999). Stypendystka University of California, Berkeley (1977-1978); Nuffield College, Oxford (1985); CNRS (Paris) (1990- 1991); Uppsala University (1994-1995). Gościnny wykładowca w Columbia University-NY, Lund University, Carlton University-Ottawa, University of Copenhagen, University of Tuebingen, European University Institute-Florence oraz University of Scranton, USA. Koordynatorka i uczestniczka międzynarodowych projektów badawczych: European Value Survey: Beliefs in Government – Programme of European Science Foundation; Identifying the Basis of Party Competition in Eastern Europe koordynowanego przez Nuffield College (Oxford); European Programme COST A24 – Evolving Social Construction of Threats i wielu innych. Dwukrotna laureatka Nagrody im. Ludwika Krzywickiego za najlepszą książkę socjologiczną roku (1988, 1991), przyznawanej przez Wydział Nauk Społecznych Polskiej Akademii Nauk.
Autorka ponad 50 artykułów naukowych, opublikowanych w pismach fachowych w kraju i za granicą.

## Ważniejsze publikacje
- System wartości i struktura społeczna (Wrocław 1974),
- Crisis and Transition: The Polish Society in the 1980s (współredaktor; Oksford 1987),
- Społeczeństwo polskie przed kryzysem (redaktor, Warszawa 1987),
- Autorytaryzm, lęk, konformizm (Wrocław, 1987),
- Mentalność Polaków (wspólnie z Markiem Ziółkowskim, Poznań 1990),
- The Party System – The Political System – Social Consciousness (Warszawa 1995),
- Człowiek człowiekowi człowiekiem (z Hanną Malewską-Peyre, Warszawa 1998),
- The European Value System (redaktor, Warszawa 1999),
- Mentalność Polaków (wydanie drugie, rozszerzone, wspólnie z Markiem Ziółkowskim, Warszawa 2003).